# 上条駅 (長野県)
上条駅（かみじょうえき）は、長野県下高井郡山ノ内町大字平穏にある長野電鉄長野線の駅。駅番号はN23。

## 歴史
- 1927年（昭和2年）4月28日：開業[1]。

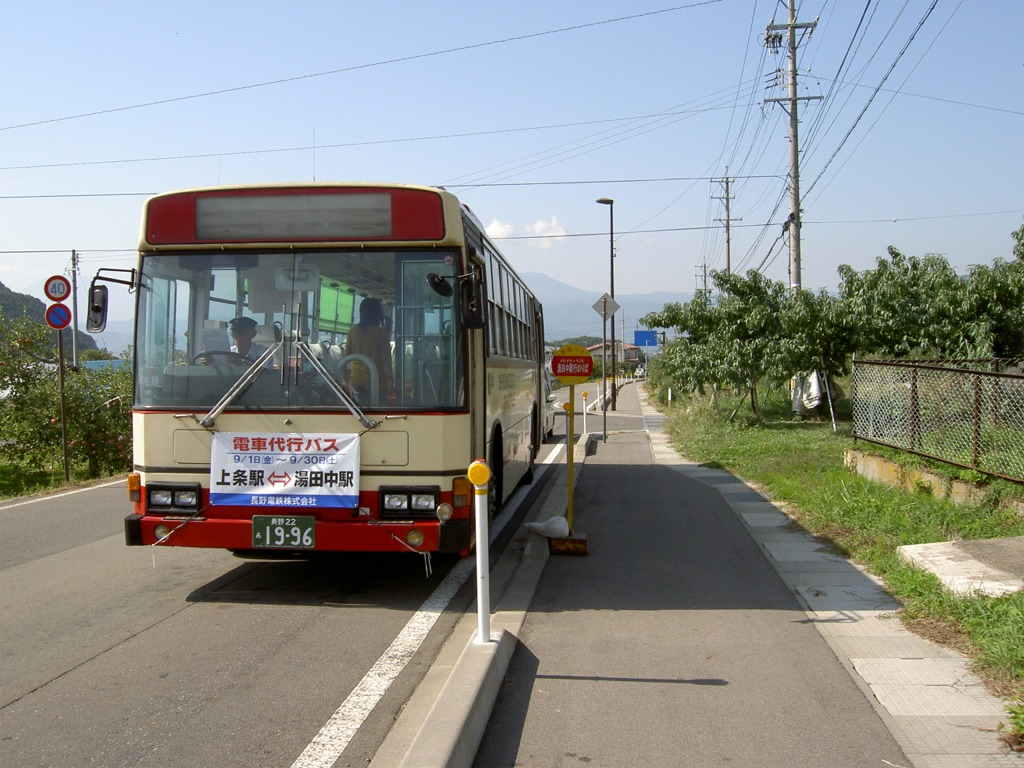
湯田中駅 - 上条駅の列車代行バス（2006年9月26日、上条駅前の仮設乗り場にて）

- 1970年（昭和45年）12月30日：無人駅となる。
- 2006年（平成18年）9月1日から9月30日：湯田中駅の大改修工事のため、湯田中行き列車は当駅止まりに変更。上条 - 湯田中間はバス代行となった。
- 2011年（平成23年）2月13日：B特急停車駅から除外される。

## 駅構造

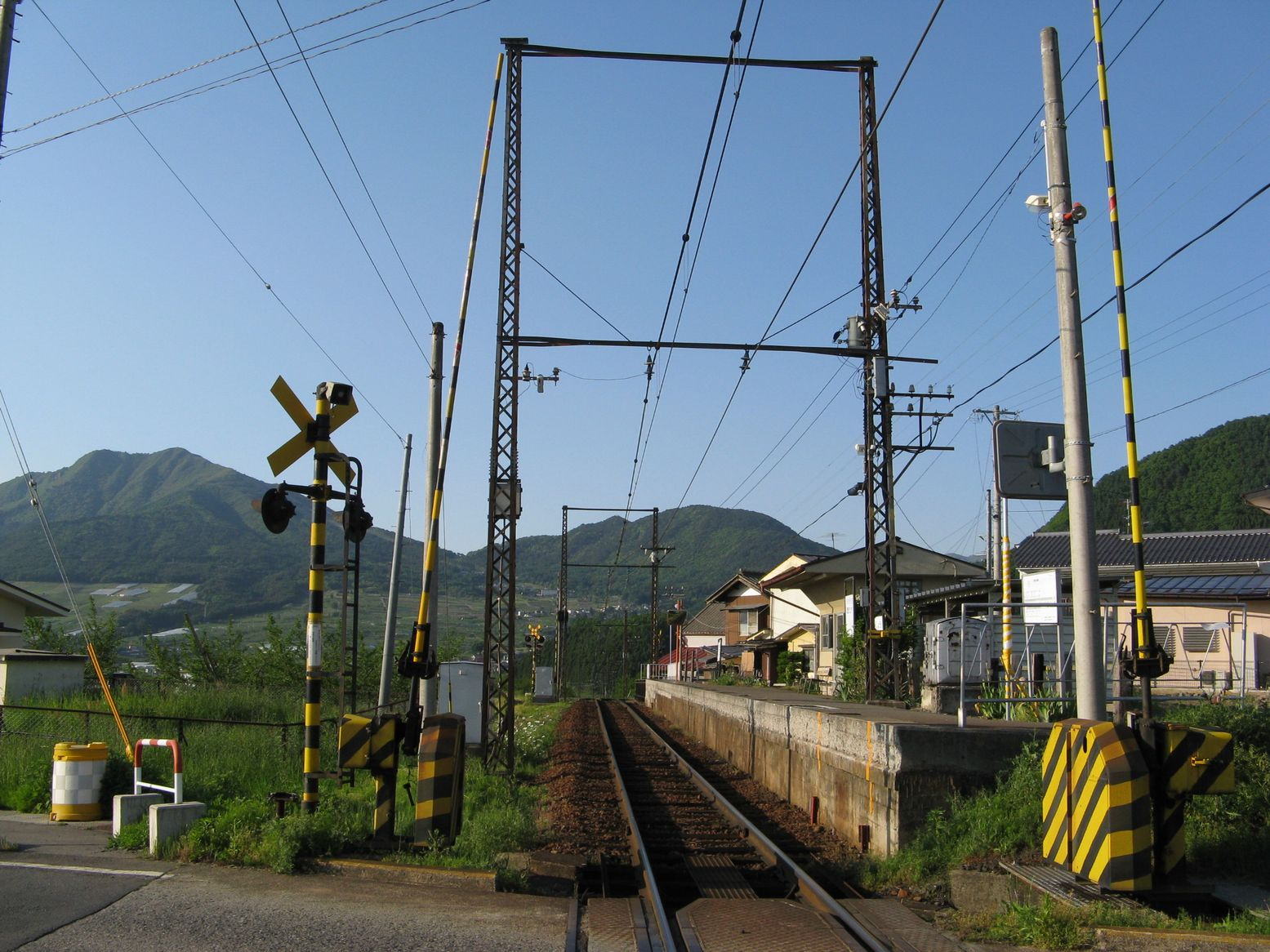
隣接する踏切から見た駅

単式ホーム1面1線を有する地上駅。かつては有人駅だったが、現在は簡素な待合室が設置されているのみの無人駅である。

## 利用状況
近年の一日平均乗車人員の推移は下記のとおり。
| 年度   | 一日平均 乗車人員 |
| ------ | ----------------- |
| 2010年 | 39                |
| 2011年 | 36                |
| 2012年 | 31                |
| 2013年 | 24                |
| 2014年 | 22                |
| 2015年 | 21                |
| 2016年 | 23                |
| 2017年 | 24                |
| 2018年 | 23                |

## 駅周辺
駅周辺にはりんご畑が広がる。
- 夜間瀬川

## 隣の駅
長野電鉄
■長野線
■A特急・■B特急
通過
■普通
夜間瀬駅 (N22) - 上条駅 (N23) - 湯田中駅 (N24)